# Pelayo Sánchez
Pelayo Sánchez Maio (Tellego, Astúrias, 27 de março de 2000) é um ciclista espanhol membro da equipa Burgos-BH.

## Trajectória
Destacou como amador ganhando uma etapa da Volta a Cantábria. Estreiou como profissional com a equipa Burgos-BH em 2021.

## Palmarés
- Ainda não tem conseguido nenhuma vitória como profissional

## Resultados em Grandes Voltas
| Corrida | Corrida         | 2021 |
| ------- | --------------- | ---- |
|         | Giro d'Italia   | —    |
|         | Tour de France  | —    |
|         | Volta a Espanha |      |

—: não participa
Ab.: abandono

## Equipas
- Burgos-BH (2021-)